# Petőváry Zsolt
Petőváry Zsolt (Budapest, 1965. március 15. –) magyar vízilabdázó olimpikon.

## Pályafutása
A Bp. Spartacus, az Újpesti Dózsa és az OSC neveltje. 1983-tól az OSC-ben szerepelt az elsőosztályban. Az 1981-es junior vb-n bronz-, az 1983-as ifjúsági Eb-n aranyérmes volt. 1985-től szerepelt a magyar felnőtt válogatottban. 1986-ban kilencedik volt a világbajnokságon. Ettől az évtől a Vasas játékosa lett. 1987-ben Eb, 1988-ban olimpia ötödik helyezést ért el. Az 1989-es világkupán bronzérmes, az Eb-n kilencedik volt. 1991-ben leigazolta az olasz Catania. Ugyanebben az évben vb bronzérmet és Eb ötödik helyezést ért el. 1992-ben hatodik lett az olimpián.

## Sikerei
- Magyar bajnokság
  - bajnok: 1989
  - ezüstérmes: 1990
- Magyar kupa
  - győztes: 1995–1996
- Olasz másodosztály
  - bajnok: 1991
- világkupa
  - bronzérmes: 1989
- Ifjúsági Európa-bajnokság
  - aranyérmes: 1983

## Családja
Szülei Petőváry Attila és Balogh Anikó magyar bajnok gerelyhajítók. Anyai nagyszülei Balogh Lajos távolugró és Kael Anna válogatott tornász, atléta és kosárlabdázó. Testvére Petőváry Attila vízilabdázó.